# Matilde di Francia
Matilde (943 – 26 novembre 981/992) è stata regina consorte del regno di Arles, in quanto moglie del re di Arles, Corrado III di Borgogna.

## Origine
Figlia del re dei Franchi occidentali, Luigi IV d'Oltremare (920 – 954) e, secondo il continuatore del cronista Flodoardo, di Gerberga di Sassonia(913 circa-984), figlia del re di Germania, Enrico I l'Uccellatore e di Matilde di Ringelheim. Matilde di Francia era quindi anche la nipote del futuro imperatore, Ottone il Grande. Luigi IV di Francia era figlio del re dei Franchi occidentali, Carlo III il Semplice e della principessa Eadgifu d'Inghilterra.

## Biografia
Nel 964, Matilde, secondo la Chronica Albrici Monachi Trium Fontium, fu data in moglie al re di Arles o delle due Borgogne, Corrado III, figlio del re di Borgogna transgiurana e poi primo re di Arles o delle due Borgogne, Rodolfo II (come ci conferma l'Herimanni Augiensis Chronicon) e della moglie, Berta di Svevia (circa 907-dopo l'8 aprile 962), detta la Filandina, unica figlia femmina, secondo il cronista Liutprando, del duca di Svevia, Burcardo II, e di sua moglie Regelinda, figlia del conte di Zurigo, Eberardo II.
Il matrimonio era stato voluto dal fratello di Matilde, il re dei Franchi occidentali, Lotario (941 – 986), per trovare una alleanza a sud-est del regno dei Franchi occidentali. Secondo la storica britannica, Rosamond McKitterick, la dote di Matilde consisteva nelle contee di Lione e di Vienne.
Matilde era la seconda moglie di Corrado III, che in prime nozze, si era sposato, dopo il 950, con Adelaide di Bellay (circa 940-963/4), come risulta dal documento nº 1152 dei Recueil des Chartes de l'Abbaye de Cluny, tome II, di una donazione del marito, Corrado II ed era rimasto vedovo.
Di Matilde non si conosce l'anno esatto della morte mentre, per gli Aymari Rivalli De Allobrogibus, morì il 26 novembre e fu sepolta a Vienne nella cattedrale di San Maurizio.

## Figli
A Corrado III Matilde diede quattro figli:
- Berta di Borgogna[12] (964-16 gennaio 1016), che sposò, in prime nozze, il conte Oddone I di Blois (950-996) e, nel 997, in seconde nozze, il re Roberto II di Francia, detto il Pio (970-1031), da cui divorziò nel 1000.
- Gerberga[13](circa 965-1018), che sposò, in prime nozze, il conte Bernardo I di Werle; ed in seconde nozze, nel 988, il duca Ermanno II di Svevia (?-1003).
- Matilde[2] (circa 969-?), forse sposò il conte di Ginevra.
- Rodolfo III di Borgogna[2][3](circa 971–6 settembre 1032), re di Arles.

## Albero genealogico
|                       |                      |                         | Genitori                |  |  | Nonni |  |  | Bisnonni            |  |  | Trisnonni      |  |
|                       |                      |                         |                         |  |  |       |  |  | Luigi II di Francia |  |  | Carlo il Calvo |  |
|                       |                      |                         |                         |  |  |       |  |  | Luigi II di Francia |  |  | Carlo il Calvo |  |
|                       |                      | Ermentrude d'Orléans    |                         |  |  |       |  |  | Luigi II di Francia |  |  |                |  |
| Carlo III di Francia  |                      |                         |                         |  |  |       |  |  | Luigi II di Francia |  |  |                |  |
|                       |                      | Adelaide del Friuli     | Adalardo di Parigi      |  |  |       |  |  |                     |  |  |                |  |
|                       |                      | Adelaide del Friuli     | Adalardo di Parigi      |  |  |       |  |  |                     |  |  |                |  |
|                       |                      | Adelaide del Friuli     | …                       |  |  |       |  |  |                     |  |  |                |  |
| Luigi IV di Francia   |                      | Adelaide del Friuli     |                         |  |  |       |  |  |                     |  |  |                |  |
|                       |                      | Edoardo il Vecchio      | Alfredo il Grande       |  |  |       |  |  |                     |  |  |                |  |
|                       |                      | Edoardo il Vecchio      | Alfredo il Grande       |  |  |       |  |  |                     |  |  |                |  |
|                       |                      | Edoardo il Vecchio      | Ealhswith               |  |  |       |  |  |                     |  |  |                |  |
| Eadgifu d'Inghilterra |                      | Edoardo il Vecchio      |                         |  |  |       |  |  |                     |  |  |                |  |
|                       |                      | Elfleda                 | Aethelhelm di Wiltshire |  |  |       |  |  |                     |  |  |                |  |
|                       |                      | Elfleda                 | Aethelhelm di Wiltshire |  |  |       |  |  |                     |  |  |                |  |
|                       |                      | Elfleda                 | …                       |  |  |       |  |  |                     |  |  |                |  |
| Matilde di Francia    |                      | Elfleda                 |                         |  |  |       |  |  |                     |  |  |                |  |
|                       | Ottone I di Sassonia | Liudolfo di Sassonia    |                         |  |  |       |  |  |                     |  |  |                |  |
|                       | Ottone I di Sassonia | Liudolfo di Sassonia    |                         |  |  |       |  |  |                     |  |  |                |  |
|                       | Ottone I di Sassonia | Oda di Billung          |                         |  |  |       |  |  |                     |  |  |                |  |
| Enrico I di Sassonia  | Ottone I di Sassonia |                         |                         |  |  |       |  |  |                     |  |  |                |  |
|                       |                      | Edvige di Babenberg     | Enrico di Franconia     |  |  |       |  |  |                     |  |  |                |  |
|                       |                      | Edvige di Babenberg     | Enrico di Franconia     |  |  |       |  |  |                     |  |  |                |  |
|                       |                      | Edvige di Babenberg     | Ingeltrude              |  |  |       |  |  |                     |  |  |                |  |
| Gerberga di Sassonia  |                      | Edvige di Babenberg     |                         |  |  |       |  |  |                     |  |  |                |  |
|                       |                      | Teodorico di Ringelheim | Reginhart di Ringelheim |  |  |       |  |  |                     |  |  |                |  |
|                       |                      | Teodorico di Ringelheim | Reginhart di Ringelheim |  |  |       |  |  |                     |  |  |                |  |
|                       |                      | Teodorico di Ringelheim | Matilda                 |  |  |       |  |  |                     |  |  |                |  |
| Matilde di Ringelheim |                      | Teodorico di Ringelheim |                         |  |  |       |  |  |                     |  |  |                |  |
|                       |                      | Rinilde di Frisia       | …                       |  |  |       |  |  |                     |  |  |                |  |
|                       |                      | Rinilde di Frisia       | …                       |  |  |       |  |  |                     |  |  |                |  |
|                       |                      | Rinilde di Frisia       | …                       |  |  |       |  |  |                     |  |  |                |  |
|                       |                      | Rinilde di Frisia       |                         |  |  |       |  |  |                     |  |  |                |  |

### Fonti primarie
- (LA)  Recueil des chartes de l'abbaye de Cluny, tomus II.
- (LA)  Monumenta Germaniae Historica, Scriptores, tomus III.
- (LA)  Monumenta Germaniae Historica, Scriptores, tomus XXIII.
- (LA)  Monumenta Germaniae Historica, Scriptores, tomus II.
- (LA)  Monumenta Germaniae Historica, Scriptores, tomus V.
- (LA)  Monumenta Germaniae Historica, Scriptores, tomus IX.

### Letteratura storiografica
- Louis Halphen, "Il regno di Borgogna", cap. XXV, vol. II (L'espansione islamica e la nascita dell'Europa feudale) della Storia del Mondo Medievale, 1999, pp. 807–821.